# 瓦什金斯基区
瓦什金斯基区（俄语：Вашкинский район）是俄罗斯联邦沃洛格达州下辖的一个区，其行政中心为利平博尔。据2016年统计，该区的人口为7035人。